# Guaraniella mahnerti
Guaraniella mahnerti là một loài nhện trong họ Theridiidae.
Loài này thuộc chi Guaraniella. Guaraniella mahnerti được Léon Baert miêu tả năm 1984.